# Шнапцев Максим Андрійович
Максим Андрійович Шнапцев (рос. Максим Андреевич Шнапцев, нар. 19 квітня 2004, Москва, Росія) — російський футболіст, фланговий захисник клубу «Нижній Новгород».

## Ігрова кар'єра

### Клубна
Максим Шнапцев народився у Москві і є вихованцем столичного клубу «Локомотив», де він грав у молодіжній команді до 2023 року.
У липні 2023 року футболіст підписав контракт на чотири роки з клубом Прем'єр-ліги «Нижній Новгород». 22 липня у матчі 1 туру чемпіонату країни проти пітерського «Зеніта» Шнапцев дебютував на професійному рівні, вийшовши на заміну у другому таймі.
Першу гру у стартовому складі футболіст провів 4 жовтня у кубковому матчі проти «Краснодара».

### Збірна
З 2019 року Максим Шнапцев виступав за юнацькі збірні Росії.